# Dorfkirche Falkenhain (Lossatal)

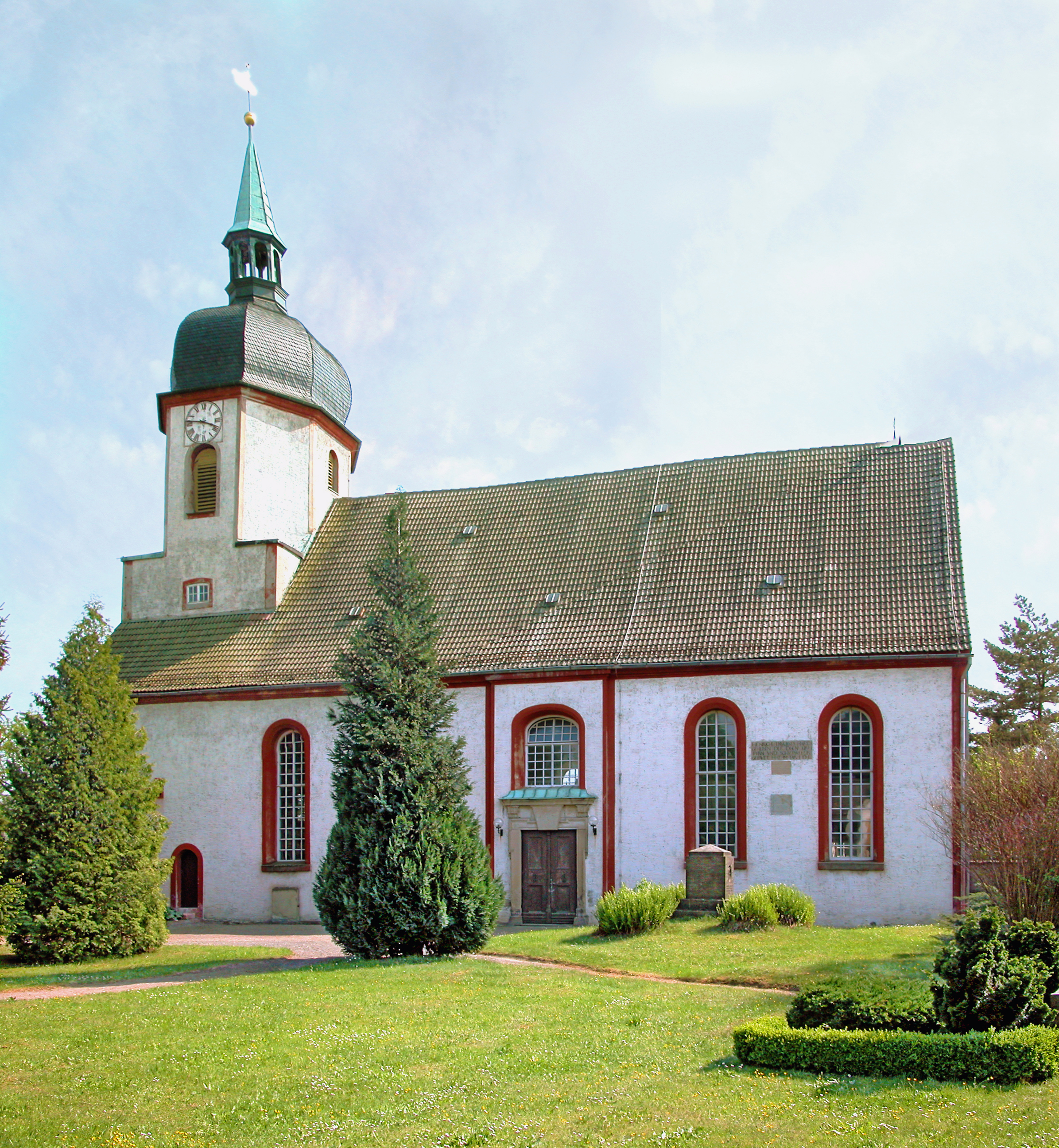
Kirche zu Falkenhain (2009)

Die Kirche zu Falkenhain in Falkenhain im Landkreis Leipzig ist eine evangelisch-lutherische Kirche. Sie steht mitten im Ort und ist seit 2017 gesperrt.

## Geschichte
Die Kirche Falkenhain am Rand des Wermsdorfer Forstes wurde im 12. oder 13. Jahrhundert im romanischen Stil erbaut. 
1550 erhielt sie von Heinrich Truchseß einen Kirchturm. Dieser wurde unter Collator Rudolf Heinrich von Lüttichau 1708 beim Umbau zur Saalkirche, der de facto ein Neubau der Kirche auf eigene Kosten war, abgetragen. 
1873 bis 1874 wurden bei einem weiteren umfangreichen Umbau der Innenraum umgestaltet, die Kirchenfenster vergrößert und die Empore erbaut. 
In den 1980er Jahren zur DDR-Zeit wurde die Kirche saniert, wobei – wie sich 2017 herausstellte – ein hochgiftiges Holzschutzmittel verwendet wurde, weshalb das Gotteshaus gesperrt werden musste.

## Ausstattung
Die Saalkirche ist ein verputzter Bruchsteinbau mit Rundbogenfenstern und leicht hervortretendem Risalit an der Nordseite. Der Innenraum ist flachgedeckt mit dreiseitiger Empore und Herrschaftsloge. Es gibt eine Orgel von Carl Heinrich Albrecht von Knoblauch aus dem Jahr 1823 und ein Taufbecken.
In der Kirche finden sich sechs Wappen der einstigen Herrscher mit bekannten Namen wie von Schönberg, von Carlowitz und von Falkenhain. An den Seitenwänden stehen mehrere Grabdenkmale aus dem 16. und 17. Jahrhundert, so etwa das Grabmal von Hans von Truchsess von Wellerswalde (1580), das Grabmal von Georg von Koseritz (1604) und das Epitaph von Rudolf Heinrich von Lüttichau (1725).

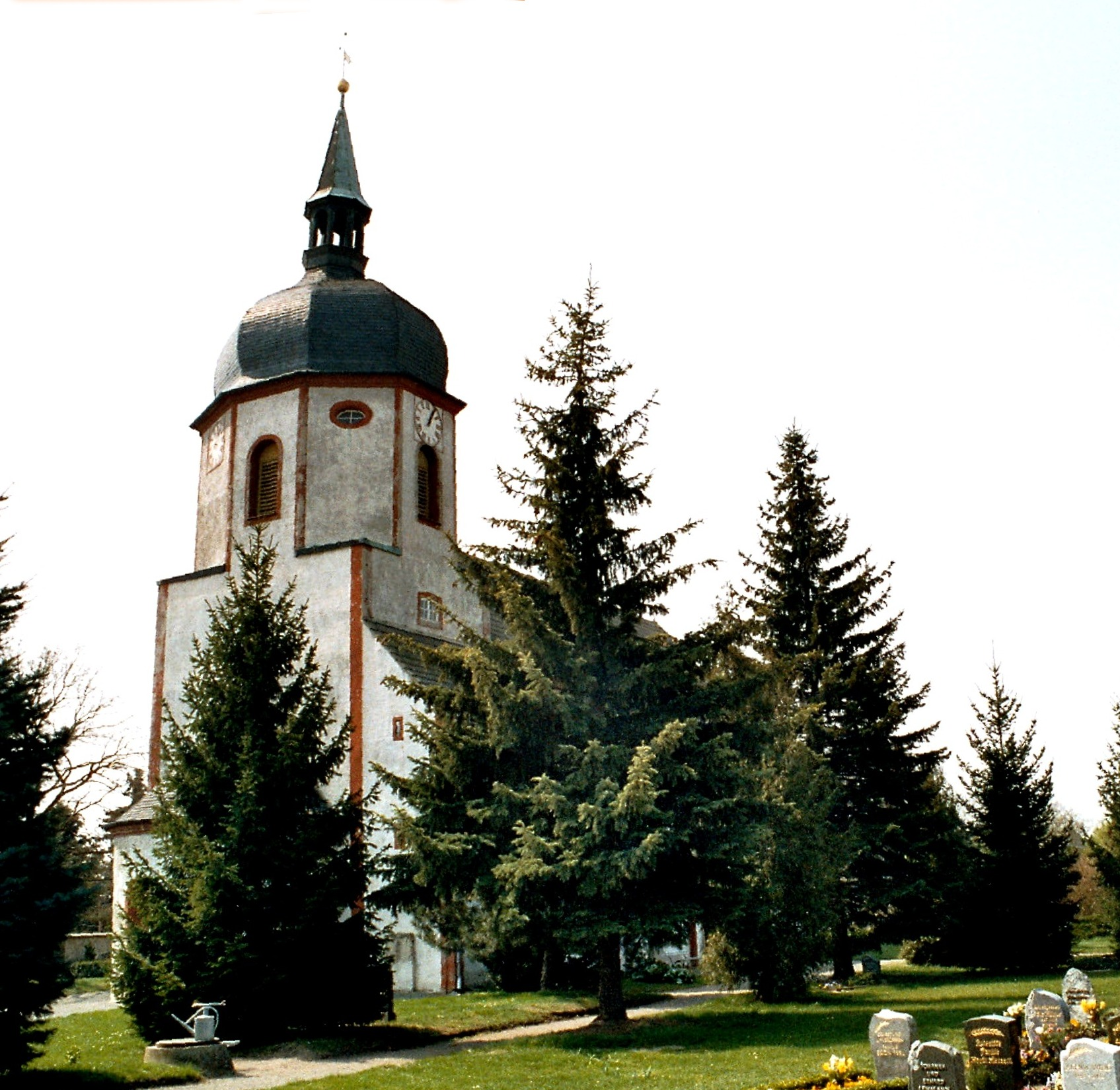
Der Kirchturm (2005)

Der Kirchturm hat ein quadratisches Erdgeschoss, darüber der achteckige Glockenturm mit welscher Haube, Laterne und Apsis (ehemals Chor). Der flache Saal ist mittels Rundbogen vom Altarraum getrennt. 
Der Altar aus dem Jahre 1708 ruht auf zwei korinthischen Säulen, das Altarbild von T. C. Richter zeigt „Drei Frauen am Grabe Christi“. Am Rundbogen befindet sich die hölzerne Kanzel aus dem Jahr 1626.
Die Kirche weist Stilelemente von Romanik, Gotik, Barock und Historismus auf.

## Pfarrer
| - 1542: Veit Keller - 1559: Johann Partin - 1569: Georg Gregorius - 1580: Peter Decker - 1587: Andreas Fischer - 1623: Georg Horn, Georg - 1630: Andreas Steinauer - 1640: Christoph Dommitzsch - 1647: Roth, Matthäus Roth - 1651: Johannes Weber - 1685: Johann Döche - 1698: Christian Clajus - 1723: Gottfried Schmidt - 1735: Johann Heinrich Wollesky - 1778: Christian David Zillich | - 1817: Johann Friedrich Zippel - 1825: Ferdinand Friedrich Zuckschwerdt - 1866: Carl Max Otto Günther - 1877: Paul Gideon Schönberg - 1882: Philipp Anger - 1883: Johann Paul Werner - 1914: Karl *Arno Michael - 1926: *Karl Gerhard Winter - 1956: Bernhard Haass - 1959: Siegfried Fallenstein - 1963: Heinz Martin |

## Sanierung wegen Schadstoff-Belastung
Im Dezember 2021 bekam Falkenhains Pfarrer Klaus-Peter Schmidt einen symbolischen Goldschatz von 600.000 Euro aus dem Vermögen von Parteien und Massenorganisationen der DDR für das Gotteshaus, überbracht von den CDU-Landtagsabgeordneten Kay Ritter und Georg-Ludwig von Breitenbuch. Damit steigt die Chance, die seit 2017 aus Sicherheitsgründen geschlossene Kirche in den nächsten Jahren zu sanieren. Das zur DDR-Zeit verwendete, gesundheitsschädliche Holzschutzmittel Hylotox 59 ist die Ursache für die Schließung und den zwingenden Sanierungsbedarf.
Die Kosten für die Sanierung werden auf 920.000 Euro veranschlagt, die Kirchgemeinde hofft auf Spenden zur Deckung des offenen Betrags von rund 200.000 Euro.